# Гіжигінська губа
Гіжигінська губа (рос. Гижигинская губа) — внутрішня частина затоки Шеліхова в Охотському морі, на захід від півострова Тайгоноса, який відокремлює її від Пенжинської губи. Розташована між мисами Арегичинським на заході і Тайгоносом на сході. Довжина — 148 км, ширина біля входу ≈ 260 км (на півночі 30—40 км), максимальна глибина — 88 м. Названа у другій половині XVIII століття за містом Гіжига.
Значну частину року покрита кригою. Припливи неправильні добові, до 9,6 м. У затоку впадає річка Гіжига. Береги губи піднесені, здебільшого скелясті й порослі хвойним лісом. Низинні піщані ділянки берега трапляються лише в північно-східній частині губи, біля гирл річок, що впадають у неї, а також у вершинах Вархалінської і Внутрішньої губи. На узбережжі поселення Авекова, Наякан, Віліга та інші.